# Lista de voos espaciais tripulados (cancelados)
Através dos 63 anos desde o lançamento da Vostok 1, diversas missões tripuladas foram propostas e canceladas por diversos motivos. A lista seguinte usa o Spacefacts como base e a página Your Flight Has Been Cancelled tem uma relação mais completa.

## Listas

### Anos 60
| Ano  | Agência | Tripulação                                        | Missão                | Nave              | Motivo do cancelamento | Ref.          |
| ---- | ------- | ------------------------------------------------- | --------------------- | ----------------- | --- | ------------- |
| 1962 | NASA    |                                                   | Delta-7               | Mercury No. 18    | Cancelado quando a condição de saúde do astronauta tornou-se pública. | [ 1 ]         |
| 1962 | NASA    |                                                   | Mercury MA-9A         | Mercury No. 18    | Cancelado após a NASA decidir por uma missão de longa duração. | [ 2 ]         |
| 1963 | NASA    |                                                   | Mercury-Atlas 10      | Mercury No. 15    | Cancelado ao final do projeto por motivos financeiros. | [ 3 ]         |
| 1963 | NASA    |                                                   | Mercury 11            | Mercury           | Cancelado ao final do projeto por motivos financeiros. | [ 4 ]         |
| 1963 | NASA    |                                                   | Mercury 12            | Mercury           | Cancelado ao final do projeto por motivos financeiros. | [ 5 ]         |
| 1963 | PES     | Valentina Ponomariova                             | Vostok 6A             | Vostok            | Originalmente as Vostok 5 e 6 seriam dois voos com mulheres, mas isso foi cancelado pelo Alto Comando. | [ 6 ]         |
| 1964 | PES     |                                                   | Vostok 7              | Vostok            | Cancelado em favor da Voskhod. | [ 7 ]         |
| 1964 | PES     |                                                   | Vostok 8              | Vostok            | Cancelado em favor da Voskhod. | [ 8 ]         |
| 1964 | PES     |                                                   | Vostok 9              | Vostok            | Cancelado em favor da Voskhod. | [ 9 ]         |
| 1965 | PES     |                                                   | Vostok 10             | Vostok            | Cancelado em favor da Voskhod. | [ 10 ]        |
| 1965 | PES     |                                                   | Soyuz A-1             | Soyuz 7K-9K-11K   | Cancelado por atrasos na Soyuz e a decisão de competir contra os estadunidenses na corrida à Lua. | [ 11 ]        |
| 1965 | PES     |                                                   | Vostok 11             | Vostok            | Cancelado em favor da Voskhod. | [ 12 ]        |
| 1965 | PES     | Valeri Bykovski e outros                          | Soyuz A-2             | Soyuz A           | Conceito abandonado em agosto de 1964. | [ 13 ]        |
| 1965 | PES     |                                                   | Vostok 12             | Vostok            | Cancelado em favor da Voskhod. | [ 14 ]        |
| 1965 | PES     | Pavel Popovich Valentina Ponomariova              | Soyuz A-3             | Soyuz             | Seria o primeiro voo circulunar com um homem e uma mulher. O programa foi cancelado em agosto de 1964. | [ 15 ]        |
| 1965 | PES     |                                                   | Soyuz A-4             | Soyuz             | Quarto voo circulunar e segundo voo com homens e mulheres na tripulação. Cancelado em agosto de 1964 | [ 16 ]        |
| 1965 | NASA    |                                                   | Gemini 6              | Gemini S/C-6      | Esperava ser a primeira missão a acoplar com o veículo Agena, mas foi cancelada e transformada na Gemini 6A após a explosão do veículo que lançaria o Agena.                                                               | [ 17 ] [ 18 ] |
| 1966 | PES     |                                                   | Vostok 13             | Vostok            | Cancelado em favor da Voskhod. | [ 19 ]        |
| 1966 | NASA    |                                                   | Gemini 9              | Gemini            | Tripulação original da Gemini XI, falecida num acidente aéreo no dia 28 de fevereiro de 1966. | [ 20 ]        |
| 1966 | PES     | Georgi Shonin Boris Volynov                       | Voskhod 3             | Voskhod           | Seria uma missão de 18 dias, jamais oficialmente cancelada. | [ 21 ]        |
| 1966 | PES     | Valentina Ponomaryova Irina Soloviyova            | Voskhod 5             | Voskhod           | Seria uma missão totalmente feminina onde Soloviyova teria realizado uma AEV, cancelada após a morte de Korolev. | [ 22 ]        |
| 1967 | PES     | Georgi Beregovoi Georgi Katys (en)                | Voskhod 4             | Voskhod           | Cancelado após o quase desastre na Voskhod 2. | [ 23 ]        |
| 1967 | PES     | Yevgeny Khrunov Anatoli Voronov                   | Voskhod 6             | Voskhod           | Cancelado após a morte do Korolev | [ 24 ]        |
| 1967 | NASA    |                                                   |                       | Bloco I (CSM 012) | Seria a primeira missão orbital do Programa Apollo com o objetivo de testar o módulo de comando. Cancelado após a tripulação perecer num incêndio no decorrer de uma simulação de lançamento no dia 27 de janeiro de 1967. | [ 25 ] [ 26 ] |
| 1967 | NASA    |                                                   | Apollo 2 (AS-205)     | Apollo            | Seria a segunda missão tripulada do Programa Apollo, mas foi considerada desnecessária e a tripulação movida para a Apollo 7.                                                                                              | [ 27 ]        |
| 1967 | PES     | Valery Bykovsky Yevgeny Khrunov Aleksei Yeliseyev | Soyuz 2 (en)          | Soyuz 7K-OK       | Seria uma missão de transferência com a Soyuz 1, mas cancelada após a primeira sofrer problemas em órbita. | [ 28 ]        |
| 1967 | PES     |                                                   | Soyuz 3               | Soyuz 7K-OK?      | Voo solo, cancelado após o desastre da Soyuz 1. | [ 29 ]        |
| 1967 | PES     |                                                   | Soyuz 4               | Soyuz 7K-OK?      | Voo solo, cancelado após o desastre da Soyuz 1. | [ 29 ]        |
| 1967 | NASA    |                                                   | Apollo 2 (AS-205/208) | Apollo            | Seria a primeira missão do Bloco II. Cancelado após o incêndio da Apollo 1. Tripulação transferida para Apollo 9. | [ 30 ]        |
| 1967 | NASA    |                                                   | Apollo 3              | Apollo            | Cancelado após o incêndio da Apollo 1. | [ 31 ]        |
| 1968 | PES     | Aleksei Leonov Oleg Makarov                       | L1-1                  | Soyuz 7K-L1       | Primeira missão circunlunar soviética, cancelada após o sucesso da Apollo 8. | [ 32 ]        |
| 1969 | PES     | Valery Bykovsky Nikolai Rukavishnikov             | L1-2                  | Soyuz 7K-L1       | Segunda missão circunlunar soviética, cancelada após o sucesso da Apollo 8. | [ 33 ]        |
| 1969 | PES     | Pavel Popovich Vitali Sevastyanov                 | L1-3                  | Soyuz 7K-L1       | Terceira missão circunlunar soviética, cancelada após o sucesso da Apollo 8. | [ 34 ]        |
| 1969 | PES     | Aleksei Leonov Oleg Makarov                       | L3-1                  | Soyuz 7K-L3 LK    | Primeira alunissagem tripulada da União Soviética, esperada para 1969/70. | [ 35 ]        |

### Anos 70
| Ano  | Agência | Tripulação                                  | Missão        | Nave           | Motivo do cancelamento                                                                                         | Ref.   |
| ---- | ------- | ------------------------------------------- | ------------- | -------------- | --- | ------ |
| 1970 | PES     | Valery Bykovsky Nikolai Rukavishnikov       | L3-2          | Soyuz 7K-L3 LK | Seria a segunda alunissagem tripulada da União Soviética. Permanentemente adiado devido a fracassos com o N1,  | [ 36 ] |
| 1970 | PES     | Pavel Popovich Vitali Sevastyanov           | L3-3          | Soyuz 7K-L3 LK | Seria a terceira alunissagem tripulada da União Soviética. Permanentemente adiado devido a fracassos com o N1. | [ 37 ] |
| 1973 | NASA    | Richard Gordon Vance Brand Harrison Schmitt | Apollo 18     | CSM-114 LM-12  | Cancelado devido a cortes no orçamento.                                                                        | [ 38 ] |
| 1973 | NASA    |                                             | Skylab Rescue | CSM-119        | Possível missão de resgate para tripulantes da Skylab.                                                         | [ 39 ] |
| 1973 | NASA    | Fred Haise William Pogue Gerald Carr        | Apollo 19     | CSM-115 LM-13  | Cancelado devido a cortes no orçamento.                                                                        | [ 40 ] |
| 1974 | NASA    | Vance Brand William Lenoir Don Lind         | Skylab 5      | CSM            | Seria uma missão de 20 dias que levaria a estação para maior altitude.                                         | [ 41 ] |
| 1974 | NASA    | Stuart Roosa Jack Lousma Don Lind           | Apollo 20     | CSM LM         | Tripulação jamais formalmente confirmada e a missão foi cancelada por corte de orçamento.                      | [ 42 ] |

### Anos 80
| Ano  | Agência | Tripulação                                                                                                 | Missão  | Nave       | Motivo do cancelamento                                                                 | Ref.   |
| ---- | ------- | --- | ------- | ---------- | -------------------------------------------------------------------------------------- | ------ |
| 1981 | PES     | Eduard Stepanov Iuri Glazkov Valeri Makrushin                                                              | TKS-1   | TKS        | Missão para a estação Almaz, jamais oficialmente batizada.                             | [ 43 ] |
| 1981 | PES     | Gennadi Sarafanov Vladimir Preobrazhensky Valeri Romanov                                                   | TKS-2   | TKS        | Missão para a estação Almaz, jamais oficialmente batizada.                             | [ 44 ] |
| 1981 | PES     | Anatoli Berezovoy Iuri Artyukhin Dmitri Yuyukov                                                            | TKS-3   | TKS        | Missão para a estação Almaz, jamais oficialmente batizada.                             | [ 45 ] |
| 1983 | NASA    | | STS-10  | Challenger | Cancelado devido a atrasos com a carga. Tripulação transferida para STS-51-C. (imagem) | [ 46 ] |
| 1984 | NASA    | Henry Hartsfield Michael Coats Richard Mullane Steven Hawley Judith Resnik                                 | STS-12  | Discovery  | Cancelado devido a problemas com o IUS.                                                | [ 47 ] |
| 1984 | NASA    | Ken Mattingly Loren Shriver Ellison Onizuka James Buchli Jeffrey E. Detroye                                | STS-41E | Challenger | Cancelado devido a problemas com o IUS.                                                | [ 48 ] |
| 1984 | NASA    | | STS-41F | Discovery  | Cancelado devido a atrasos na entrega da carga.                                        | [ 49 ] |
| 1984 | NASA    | Frederick Hauck David Walker Joseph Allen Anna Fisher Dale Gardner Frank Casserino Gary Payton             | STS-41H |            | Cancelado devido a problemas com o IUS.                                                | [ 50 ] |
| 1985 | NASA    | | STS-51E | Challenger | Cancelado decido a problemas com o IUS.                                                | [ 51 ] |
| 1985 | NASA    | | STS-51D |            |                                                                                        | [ 52 ] |
| 1985 | NASA    | Brewster Shaw Bryan O'Connor Sherwood Spring Mary Cleave Jerry Ross                                        | STS-51L |            |                                                                                        | [ 53 ] |
| 1985 | NASA    | Vance Brand Michael Smith Robert Springer Owen Garriott Claude Nicollier Michael Lampton Byron Lichtenberg | STS-51H |            |                                                                                        | [ 54 ] |
| 1989 | PES     | Igor Volk Magomed Omarovich                                                                                | Buran 3 | Buran      | Orçamento limitado                                                                     | [ 55 ] |

#### Canceladas após o desastre da Challenger
| Ano  | Agência | Tripulação                                                                            | Patch | Missão   | Nave       | Ref.   |
| ---- | ------- | ------------------------------------------------------------------------------------- | ----- | -------- | ---------- | ------ |
| 1986 | NASA    |                                                                                       |       | STS-61-E | Columbia   | [ 56 ] |
| 1986 | NASA    |                                                                                       |       | STS-61-F | Challenger | [ 57 ] |
| 1986 | NASA    |                                                                                       |       | STS-61-G | Atlantis   | [ 58 ] |
| 1986 | NASA    |                                                                                       |       | STS-61-H | Columbia   | [ 59 ] |
| 1986 | NASA    |                                                                                       |       | STS-62-A | Discovery  | [ 60 ] |
| 1986 | NASA    |                                                                                       |       | STS-61-M | Challenger | [ 61 ] |
| 1986 | NASA    | John Young Charles Bolden Bruce McCandless Steven Hawley Katryn Sullivan              |       | STS-61-J | Atlantis   | [ 62 ] |
| 1986 | NASA    | Brewster Shaw Michael McCulley David Leestma James Adamson Mark Brown Frank Casserino |       | STS-61-N | Discovery  | [ 63 ] |
| 1986 | NASA    | Donald Williams Michael Smith Bonnie Dunbar Manley Carter James Bagian Nagapath Bhat  |       | STS-61-I | Challenger | [ 64 ] |
| 1986 | NASA    | Katherine Roberts                                                                     |       | STS-62-B | Discovery  | [ 65 ] |
| 1986 | NASA    |                                                                                       |       | STS-61-K | Atlantis   | [ 66 ] |
| 1986 | NASA    | John Konrad                                                                           |       | STS-61-L | Atlantis   | [ 67 ] |
| 1986 | NASA    | Charles Jones                                                                         |       | STS-71-B | Challenger | [ 68 ] |
| 1987 | NASA    | Kenneth Nordsieck                                                                     |       | STS-71-A | Columbia   | [ 69 ] |
| 1987 | NASA    | Peter Longhurst                                                                       |       | STS-71-C | Atlantis   | [ 70 ] |
| 1987 | NASA    | Robert Wood                                                                           |       | STS-71-D | Columbia   | [ 71 ] |
| 1987 | NASA    | Drew Gaffney Robert Phillips                                                          |       | STS-71-E | Challenger | [ 72 ] |
| 1987 | NASA    | Steven MacLean                                                                        |       | STS-71-F | Atlantis   | [ 73 ] |
| 1987 | NASA    | Kenneth Nordsieck                                                                     |       | STS-71-M | Columbia   | [ 74 ] |
| 1988 | NASA    | Mamoru Mohri Chiaki Mukai                                                             |       | STS-81-G | Challenger | [ 75 ] |
| 1988 | NASA    | Millie Hughes-Fulford                                                                 |       | STS-71-M | Atlantis   | [ 76 ] |

### Anos 90
| Ano  | Agência | Tripulação                   | Missão      | Nave  | Motivo do cancelamento                     | Ref.   |
| ---- | ------- | ---------------------------- | ----------- | ----- | ------------------------------------------ | ------ |
| 1990 | PES     | Ivan Bachurin Alexei Borodai | Buran GKNII | Buran | Seria a segunda missão tripulada do Buran. | [ 77 ] |

### Anos 2000

#### Launch on Need
Missões STS-3xx foram uma série de missões que seriam acionadas na eventualidade de um ônibus espacial estar totalmente danificado. Estas missões nunca foram acionadas. É possível ver uma relação de missões canceladas em Your flight Has Been Cancelled.
| Ano  | Agência | Tripulação                                                               | Missão  | Nave      | Motivo do cancelamento                      | Ref.   |
| ---- | ------- | ------------------------------------------------------------------------ | ------- | --------- | ------------------------------------------- | ------ |
| 2005 | NASA    | Steven Lindsey Mark Kelly Michael Fossum Piers Sellers                   | STS-300 | Atlantis  | Desnecessária devido ao sucesso da STS-114. | [ 78 ] |
| 2006 | NASA    | Brent Jett Christopher Ferguson Joseph Tanner Daniel Burbank             | STS-300 | Atlantis  | Desnecessária devido ao sucesso da STS-121. | [ 79 ] |
| 2006 | NASA    | Mark Polansky William Oefelein Arne Fuglesang Robert Curbeam             | STS-301 | Discovery | Desnecessária devido ao sucesso da STS-115. | [ 80 ] |
| 2007 | NASA    | Frederick Sturckow Lee Archambault Steven Swanson James Reilly           | STS-317 | Atlantis  | Desnecessária devido ao sucesso da STS-116. | [ 81 ] |
| 2007 | NASA    | Scott Kelly Charles Hobaugh Richard Mastracchio Dafydd Williams          | STS-318 | Endeavour | Desnecessária após sucesso da STS-117.      | [ 82 ] |
| 2007 | NASA    | Pamela Melroy George Zamka Scott Parazynski Stephanie Wilson             | STS-322 | Discovery | Desnecessária devido ao sucesso da STS-118. | [ 83 ] |
| 2007 | NASA    | Stephen Frick Alan Poindexter Rex Walheim Hans Schlegel                  | STS-320 | Atlantis  | Desnecessária devido o sucesso da STS-120.  | [ 84 ] |
| 2008 | NASA    | Dominic Gorie Gregory Johnson Michael Foreman Richard Linnehan           | STS-323 | Endeavour | Desnecessária devido o sucesso da STS-122.  | [ 85 ] |
| 2008 | NASA    | Mark Kelly Kenneth Ham Ronald Garan Michael Fossum                       | STS-324 | Discovery | Desnecessária devido ao sucesso da STS-123. | [ 86 ] |
| 2008 | NASA    | Christopher Ferguson Eric Boe Stephen Bowen Heidemarie Stefanyshyn-Piper | STS-326 | Endeavour | Desnecessária devido ao sucesso da STS-124. | [ 87 ] |
| 2008 | NASA    | Christopher Ferguson Eric Boe Stephen Bowen Robert Kimbrough             |         | Endeavour | Desnecessária devido ao sucesso da STS-125. | [ 88 ] |

### Anos 2020
| Ano   | Agência | Tripulação | Missão                                    | Nave            | Motivo do cancelamento                                  | Ref.   |
| ----- | ------- | --- | ----------------------------------------- | --------------- | ------------------------------------------------------- | ------ |
| 2022  | SpaceX  | | Space Adventures Crew Dragon mission [en] | Crew Dragon     | Falta de compradores.                                   | [ 89 ] |
| 2020s | SpaceX  | Yusaku Maezawa Steve Aoki Tim Dodd Yemi A.D. Karim Illiya Rhiannon Adam Brendan Hall Dev Joshi Choi Seung-hyun | 120px12px                                 | SpaceX Starship | Incerteza sobre o prazo de desenvolvimento da Starship. | [ 90 ] |